# Shehzana Anwar
Shehzana « Kuki » Anwar (née le 21 août 1989 à Nairobi) est une archère kényane.

## Biographie
Shehzana Anwar nait à Nairobi dans une famille pendjabi de confession musulmane. Elle commence le tir à l'arc en 2002. Elle participe à ses premières compétitions internationales en 2005. Son premier podium africain sénior est en 2016, alors qu'elle remporte l'or à l'épreuve individuelle de l'arc classique. Elle est la porte-drapeau du Kenya aux Jeux olympiques d'été de 2016.

## Palmarès
- Jeux olympiques[3].
  - 33e à l'épreuve individuelle féminine des Jeux olympiques d'été de 2016 à Rio de Janeiro.

- Championnats d'Afrique[3]
  -  Médaille d'or à l'épreuve individuelle femmes aux championnats d'Afrique 2016 à Windhoek.
  -  Médaille d'argent à l'épreuve individuelle femmes aux championnats d'Afrique 2022 à Pretoria.
  -  Médaille d'argent à l'épreuve par équipe femmes aux championnats d'Afrique 2022 à Pretoria.